# أبغمان (غوهران)
أبغمان (بالفارسية: ابگمان) هي مستوطنة تقع في إيران في قسم غوهران الريفي. يقدر عدد سكانها بـ 11 نسمة .